# Malum
Malum es una película de terror estadounidense de 2023 dirigida por Anthony DiBlasi, quien coescribió la película con Scott Poiley. Es una nueva versión de la película Last Shift de 2014, también dirigida por DiBlasi. Malum está protagonizada por Jessica Sula, Eric Olson, Chaney Morrow y Candice Coke.
Malum se estrenó en cines en Estados Unidos el 31 de marzo de 2023. Fue estrenada en video bajo demanda y plataformas digitales el 16 de mayo de 2023.

## Sinopsis
Un policía novato hace el último turno en una comisaría de policía fuera de servicio donde miembros de una secta se suicidaron años antes. Cuando comienza a experimentar sucesos paranormales durante la noche, comienza a descubrir la verdad sobre la secta y su conexión con el pasado de su familia.

## Reparto
- Jessica Sula como Jessica Loren
- Eric Olson como Will Lorren
- Candice Coke como Diane
- Chaney Morrow como John Malum
- Britt George como Oficial Grip Cohen
- Clarke Wolfe como Dorothea
- Morgan Lennon como Kitty
- Danielle Coyne como Birdie
- Kevin Wayne como Nate
- Natalie Victoria como Marigold
- Sam Brooks como Oficial Price
- Christopher Matthew Spencer como Oficial Hudson
- Monroe Cline como Betty
- Valerie Loo como Anna Cole

## Producción
La fotografía principal se llevó a cabo en una prisión abandonada en el centro de Louisville, Kentucky, de agosto a septiembre de 2022.

## Estreno
Malum se estrenó en cines en los Estados Unidos el 31 de marzo de 2023. La película se estrenó en video bajo demanda y plataformas digitales el 16 de mayo de 2023.